# Conservatoire botanique national de Brest
Conservatoire botanique national de Brest is een botanische tuin in de Franse stad Brest. De tuin bevat bijna 1700 soorten planten, verdeeld over 32 hectare. Op het terrein zijn ook broeikassen, een herbarium en een koude opslagplaats voor zaden te vinden.
De voormalige groeve en vuilnisbelt in het kleine dal van de waterloop Stang-Alar werd in 1971 door de gemeente aangekocht om open ruimte te creëren. De tuin zelf werd in 1977 opgericht om bedreigde soorten uit het Armoricaans Massief te beschermen. Daarnaast zijn er ook planten uit Mauritius, Madagaskar, China, Japan, Amerika, Australië en Nieuw-Zeeland in de tuin te vinden.

## Galerij

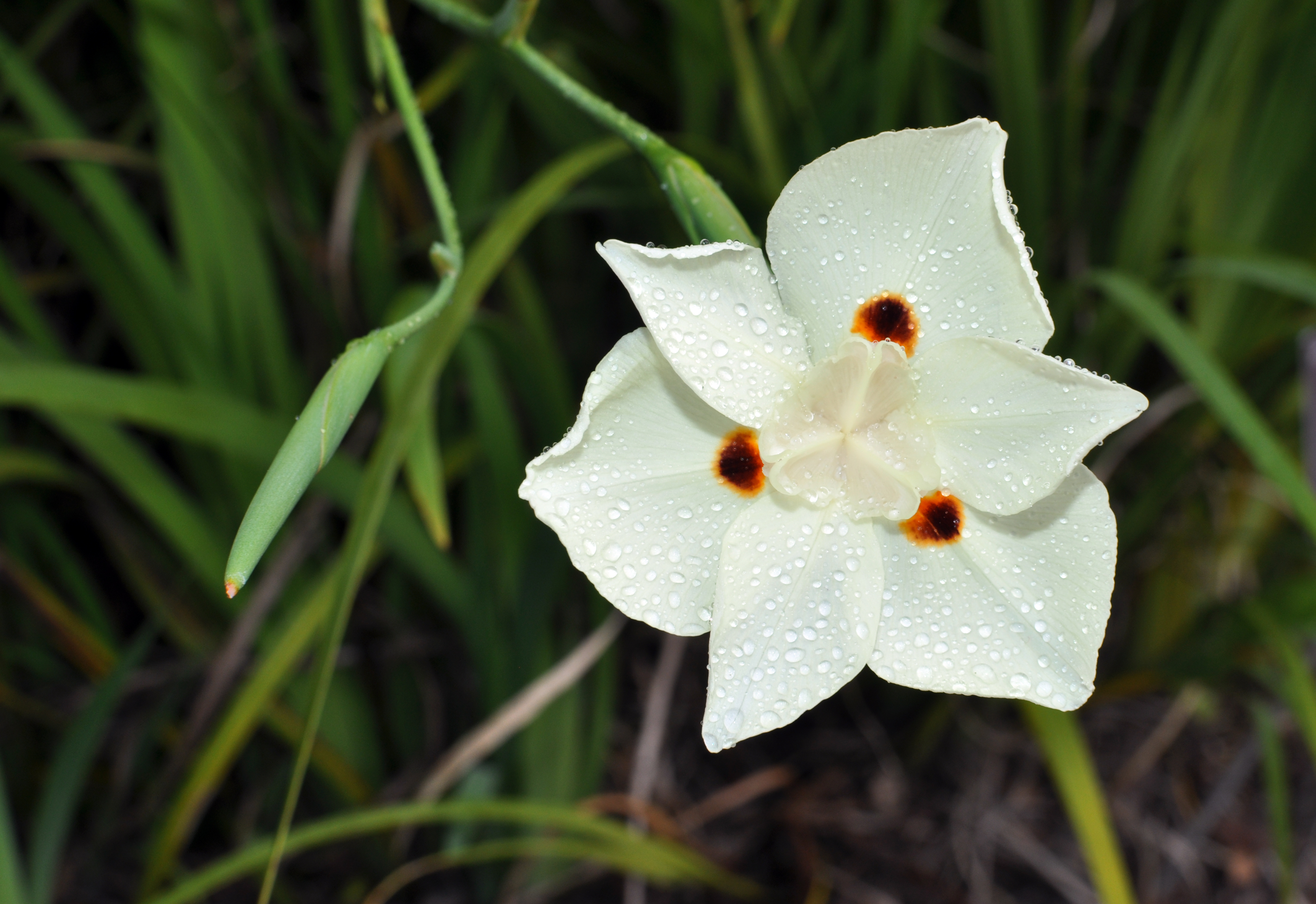
Dietes bicolor
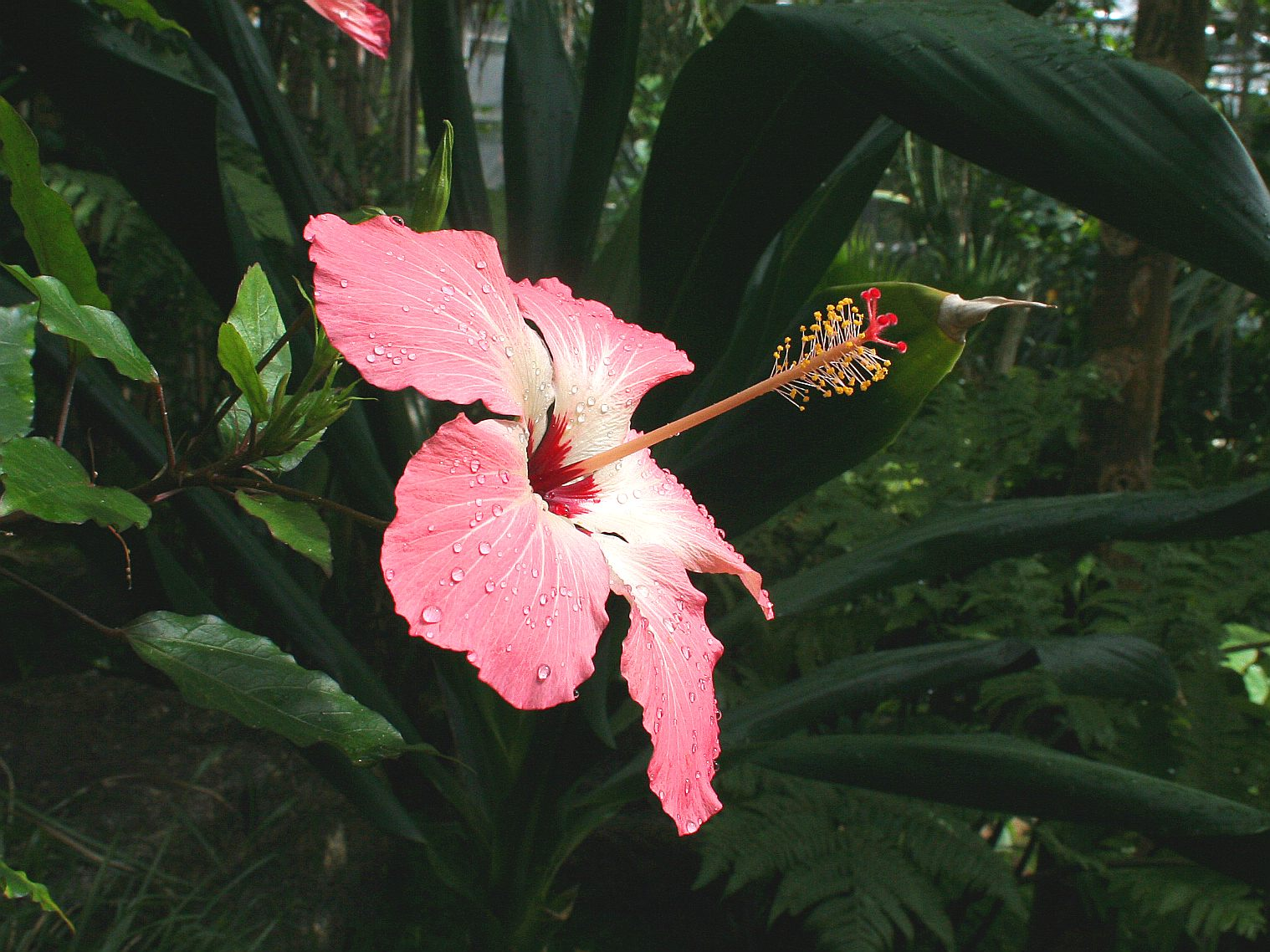
Hibiscus storckii
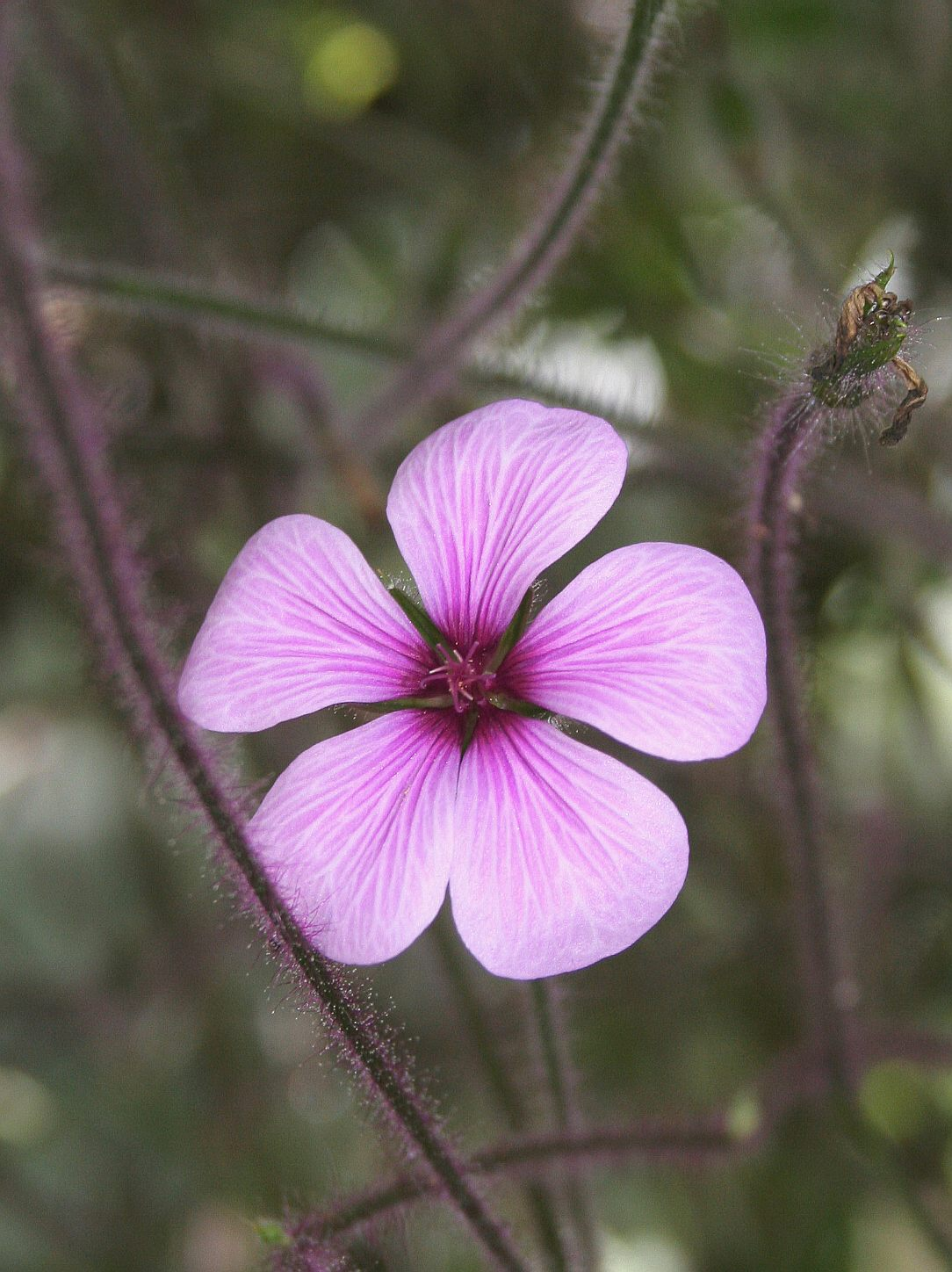
Geranium maderense